# なるしま (掃海艇)
なるしま（ローマ字：JDS Narushima, MSC-657）は、海上自衛隊の掃海艇。はつしま型掃海艇の9番艇。艇名は奈留島に由来する。

## 艦歴
「なるしま」は、昭和55年度計画掃海艇357号艇として、日立造船神奈川工場で1981年5月29日に起工され、1982年6月7日に進水。1982年12月17日に就役し、同日付で第1掃海隊群隷下に新編された第14掃海隊に「やくしま」とともに編入され、佐世保に配備された。
1996年3月1日、佐世保地方隊下関基地隊第11掃海隊に編入。
1997年3月19日、隊番号の改正により、第11掃海隊が第43掃海隊に改称。
1999年6月25日、除籍。